# Río Grande, Tila
Río Grande är en ort i Mexiko.   Den ligger i kommunen Tila och delstaten Chiapas, i den sydöstra delen av landet, 800 km öster om huvudstaden Mexico City. Río Grande ligger 775 meter över havet och antalet invånare är 880.
Terrängen runt Río Grande är huvudsakligen kuperad, men söderut är den bergig. Río Grande ligger nere i en dal. Runt Río Grande är det ganska tätbefolkat, med 65 invånare per kvadratkilometer. Närmaste större samhälle är Chilón, 3,5 km söder om Río Grande. I omgivningarna runt Río Grande växer i huvudsak städsegrön lövskog.